# Leonid Andrussow
Leonid Andrussow (28 novembre 1896 à Riga  dans le gouvernement de Livonie de l'Empire russe (actuelle Lettonie) - 15 décembre 1988 près de Paris) est un ingénieur chimiste allemand. Il a mis au point le procédé Andrussow qui permet de synthétiser l'acide cyanhydrique (HCN) à partir de méthane et d'ammoniaque.

## Biographie
Leonid Androussov est né à Riga. Son père Woldemar était avocat, et sa femme Caroline Ulmann lui avait donné 9 enfants. « Androussov » est sans doute la forme russifiée du nom suédois « Anderson ».
Leonid Androussov accomplit ses études de génie chimique à l'Université de Lettonie. Ennemi des bolcheviks lors de la révolution d'Octobre, il fut capturé et jeté dans les geôles de la Tchéka à Moscou. C'est sans doute grâce à l'aide de parents émigrés en Allemagne qu'il obtint sa libération. Il s'inscrivit à l'université de Berlin-Charlottenbourg et soutint sa thèse de chimie en 1925 sous la direction de Walther Nernst.
Recruté par I.G. Farben à Ludwigshafen-Oppau en 1927, il travailla sur la synthèse de l'ammoniac ; il résidait alors à Mannheim. Sa théorie de la catalyse, développée depuis 1927, le mena dès 1930 à la synthèse de l’acide prussique par oxydation d'un mélange d’ammoniac et de méthane, et à sa réalisation industrielle. Le procédé Andrussow constitue l'une des voies essentielles pour la fabrication à grande échelle de cet acide, qui est un précurseur du nylon, ainsi que pour la synthèse de cyanhydrine d'acétone, qui est un précurseur du plexiglas. En 1932, les recherches d’Androussov sur l'alkylation catalytique à base d'éther débouchent sur un procédé de synthèse industrielle de diméthylaniline extrêmement pure. Il fait connaître la réaction de substitution du tétrachloréthane pour la synthèse de chlorométhane et de trichloréthylène.
Au cours de la seconde guerre mondiale, il se consacre aux recherches sur l’ignition des propergols, entre autres l’injection d'un mélange d’acide nitrique et d’amine. Il collabore au développement des missiles V2 à Stromberg, et préconise l’ajout de protoxyde d'azote aux propergols pour obtenir une accélération continue à haute altitude.
Après la guerre, il opte en 1946 pour une activité d'ingénieur conseil en catalyse chimique en France : établi désormais à Grenoble, il contribue à améliorer la synthèse de l’anhydride sulfurique, du formaldéhyde et de l’ammoniac ; puis il déménage à Paris, tout en travaillant pour la société Zimmer de Francfort-sur-le-Main. Il entreprend une étude systématique des propriétés de transport des gaz et des liquides, y compris ceux formés de macromolécules. De 1975 à 1981 il habitait à Mannheim-Feudenheim, mais déménagea ensuite à Paris, où il s'éteignit, âgé de 92 ans.

## Œuvres
- Androussov est l'auteur de l'un des volumes des tables Landolt-Börnstein.